# Gomashio

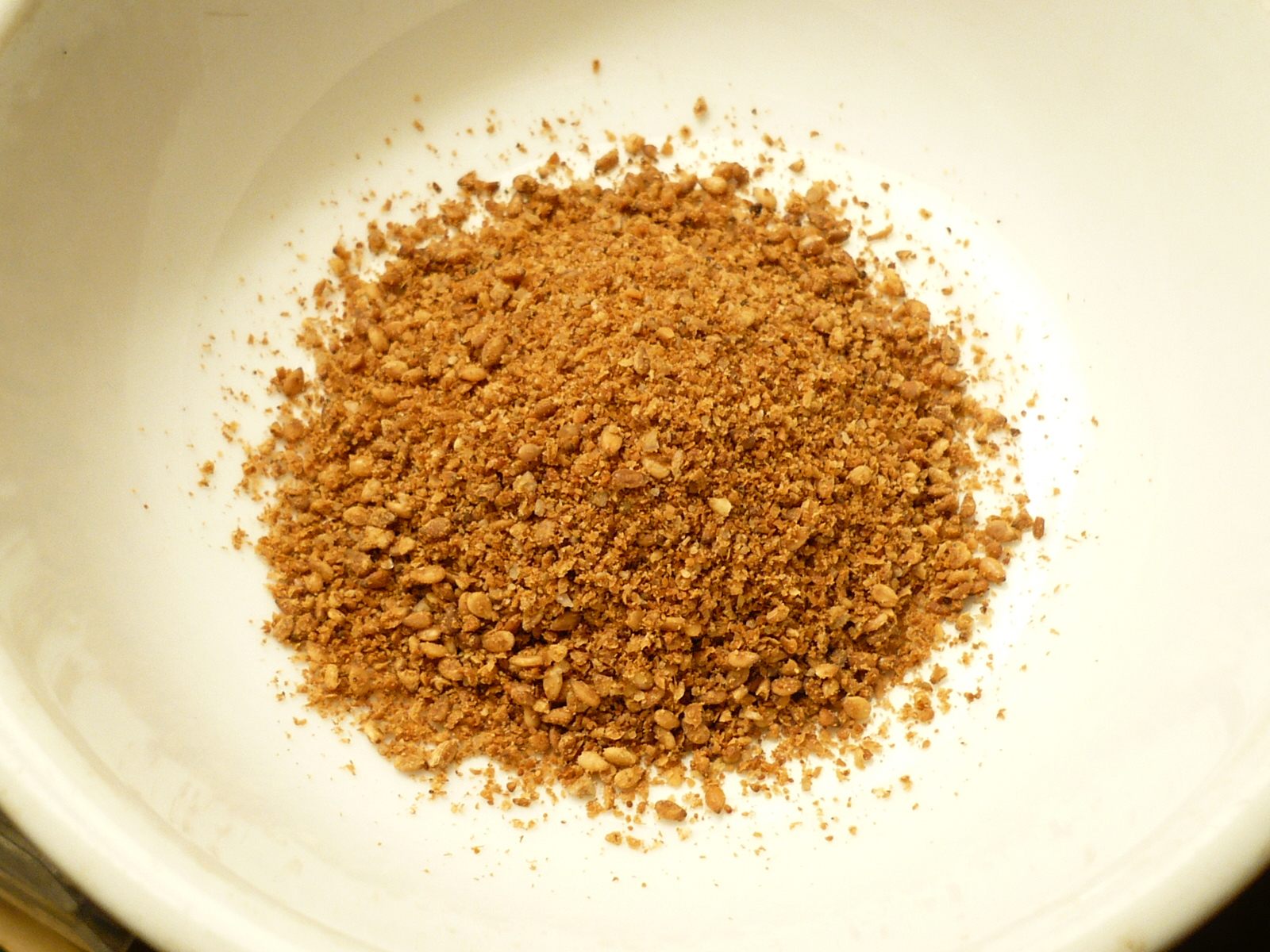
Muestra de sal.

El gomashio (ごま塩?) es un saborizante natural, similar al furikake, elaborado con semillas de sésamo (goma (ごま?)) y sal. Se emplea frecuentemente en la cocina japonesa, como un ingrediente del sekihan. Se esparce a veces sobre el arroz o sobre el onigiri.

## Características
Las semillas de sésamo hacen que el gomashio tenga un color claro, ya que se tuestan antes de ser mezcladas con los cristales de sal, la cual a veces también se tuesta. La proporción de sal y sésamo varía de acuerdo con el sabor que se desee conseguir y la dieta seguida. Generalmente está en el rango de: 5 partes de semillas de sésamo por una de sal, hasta 15 partes de semillas por una de sal. 
El gomashio puede elaborarse en casa o comprarse, generalmente en tarros de cristal o plástico precintados.
En la alimentación de tipo macrobiótica se suele usar el suribachi (un tipo de mortero) para moler las semillas de sésamo con la sal. Según postula esta dieta, el aceite de sésamo disuelve los cristales de sal, lo que hace que sea mejor absorbida por el cuerpo humano.

## Nombre
Gomashio es el nombre tradicional japonés. En Corea este producto se llama Ggaessogum.